# エリス (準惑星)
エリス（136199 Eris; シンボル: ）は、太陽系外縁天体のサブグループである冥王星型天体の1つに属する準惑星である。準惑星に分類されている太陽系内の天体の中では最も質量が大きく、冥王星に次いで2番目に半径が大きい。軌道離心率が大きい楕円軌道を描いて太陽を公転しており、散乱円盤天体にも分類される。ディスノミアと呼ばれる衛星を持っている。2003年10月21日に撮影された画像に写っていたところを、マイケル・ブラウンが率いるパロマー天文台を拠点とする観測グループが2005年1月5日に発見し、2006年9月にギリシア神話に登場する不和と争いの女神の名に因んで命名された。現在、太陽を公転していることが知られている既知の天体の中では9番目に質量が大きく、惑星を公転している衛星も含めると16番目となる。直径は 2,326 ± 12 km と測定されており、まだ宇宙探査機による接近探査が行われたことがない天体の中では最大である。冥王星の方がわずかに体積は大きいが、質量は地球の0.28%、冥王星の126%とされている。自転周期は25.9時間と、地球に近い周期となっているが、エリスの自転周期については意見が分かれている。
発見当初、エリスは冥王星よりも大きいと考えられ、アメリカ航空宇宙局 (NASA) は当初エリスを太陽系の「10番目の惑星」と表現した。この発見はエリスと同等の大きさの天体が将来的にさらに発見される可能性を示すもので、国際天文学連合 (IAU) が初めて「惑星」という言葉を定義するきっかけになった。2006年8月24日に承認された国際天文学連合による定義で、エリスはハウメア、マケマケ、ケレスおよび当時は惑星とされていた冥王星と共に「準惑星」という新たな分類に属することになり、1930年の冥王星の発見以前と同様に太陽系の既知の惑星の数は8個に減った。
なお、日本語表記が同じで紛らわしいが、ラテン文字で“Ellis”と綴られる小惑星の (11980) エリスとは別の天体である。

## 発見
エリスは、2005年1月5日に天文学者のマイケル・ブラウンとチャドウィック・トルヒージョとデイヴィッド・ラビノウィッツによる観測チームが2003年10月21日に撮影されていた画像の中から発見された。この発見は、ハウメアの発見が公表された2日後である同年7月29日にマケマケの発見と共に公表された。このタイミングで発見が公表された要因として、後に引き起こされるハウメアの発見に関する論争が原因の1つとなっている。ブラウンらの観測チームは体系的に太陽系外縁部にある天体を探索しており、それまでにも(50000) クワオアーや(90482) オルクス、(90377) セドナなどいくつかの大型の太陽系外縁天体の発見に携わってきた。
2003年10月21日に撮影された画像はカリフォルニア州のパロマー天文台にある口径1.2 mのサミュエル・オースチン反射望遠鏡による定期的な観測で得られたものだが、エリスは夜空の中を非常にゆっくりと移動しているため、画像が撮影された時点では発見されなかった。観測チームが使用した自動画像検索ソフトウェアでは誤検出の数を減らすために、1時間あたり1.5秒角未満の速度で動いているように見える全ての物体を除外した。しかし2003年にセドナが発見された際、セドナの夜空での移動速度は1.75秒角/時だった。それを考慮して、観測チームは移動速度が下限値程度の物体が写った古いデータを分析し、除外されたデータを目視による調査で分類した。そして2005年1月、再分析によりエリスの背景の恒星に対して非常にゆっくりと進む様子が明らかになった。
その後に実施された追跡観測により、エリスの予備的な軌道が求められ、これによりエリスまでの距離を推定することが出来た。観測チームは、さらなる観測と計算が完了するまでエリスとマケマケの発見の公表を延期することを計画していたが、同じように追跡観測を行っていた大型の別の太陽系外縁天体ハウメアの発見が別のスペインの観測チームによって2005年7月27日に先に公表されて物議を醸したことを受けて、2つの天体の発見を2日後の同月29日に公表することになった。
1954年9月3日に撮影された画像にもエリスが写っていたことが後に判明しており、JPL Small-Body Database のエリスのページにおける初観測日はこの日付で記されている。
2005年10月に公表されたさらに多くの観測結果で、後にディスノミアと命名される衛星を持つことが判明した。ディスノミアの軌道を観測することで、科学者らはエリスの質量を決定させることが可能となり、2007年6月に行われた計算ではエリスの質量は冥王星よりも約27 ± 2 %大きい (1.66 ± 0.02)×1022 kgと求められた。

## 名称
エリスはギリシア神話に登場する不和と争いの女神エリス（ギリシャ語：Ἔρις）の名に因んで命名された。この名称は2006年9月6日にカリフォルニア工科大学の研究チームによって提案され、同月13日に正式にこの名称で命名された。それ以前は、小惑星の命名規則に則って国際天文学連合によって自動的に付与された 2003 UB313 という仮符号での名称で呼ばれていた。

### Xena
2003 UB313 が惑星として分類されるか小惑星として分類されるかが不確実で、どちらに分類されるかで異なる命名規則が適用されるので、名称の決定は2006年8月24日の国際天文学連合総会での惑星の定義の決議後まで待つ必要があった。正式に命名されるまでのしばらくの間、2003 UB313は Xena という名称で広く一般に知られるようになっていた。この名称は、アメリカのテレビドラマ『ジーナ』に登場する主人公の名である Xena （ゼナまたはジーナ）に因んだもので、発見チームによって内部的に使用された非公式なものであった。ブラウンはこの名称について以下のように述べている。
（惑星Xの）「X」から始まるのでそれを選んだ。この名前は神話から来ているように聞こえる・・・、そして私たちはそこにもっと多くの女神を連れてくるために取り組んできた。また当時、そのテレビ番組はまだテレビで放送されていた。これは、私たちがどれだけ長く名前を探してきたかを示している。

### 正式名称の選択

エリスを発見するために使用された画像上におけるエリスの動きを示すアニメーション。繰り返されて表示される3枚の画像は3時間に渡って撮影されたものである。

サイエンスライターの Govert Schilling によると、ブラウンは当初、ブラフマンが遊んだゲームの結果として宇宙の存在を説明したインド神話の概念に因んで、2003 UB313を Lila と呼ぶことを考えていたという。また、この名称はブラウンの娘の名前 Lilah とよく似ている。ブラウンは正式に名称が承認されるまで名称を公表しないことに留意していた。これは、その1年前にセドナの名称が正式に承認される前に名称を独自で公表し、議定書に違反する行為として多くの批判を受けたためである。セドナについては議定書の違反があった件以外で名称に異議は唱えられず、競合案となる名称も提案されることはなかった。しかし、彼は自身が発見した新天体の情報を個人のウェブページにてリスト化していたが、ハウメアの発見に関する論争の混乱の最中であったため、URIに含まれる /~mbrown/planetlila という文字列を変更するのを忘れていた。ブラウンは同僚の天文学者らを不必要に怒らせるもの（セドナの名称の件を踏まえたもの）ではなく、Lila は自身の娘の名前に由来すると述べ、Lila を2003 UB313の名称案から外した。
ブラウンはまた、ローマ神話における冥界の王プルートーの妻である女神ペルセポネーの名が2003 UB313に与えられるのに良い名称になるだろうと推測していた。この名前はサイエンスフィクション作品で数回使用されており、ニュー・サイエンティスト誌が実施した2003 UB313に相応しい名称に関する世論調査では1位となった（「Xena」もニックネームとして知られていたが4位となった）。しかし、同名の小惑星 (399) ペルセフォネがすでに存在していたため、準惑星に分類された2003 UB313にこの名称が正式に使用されることは不可能となった。
惑星の定義についての論争が終わった後の2006年9月6日に、発見グループは2003 UB313を「エリス (Eris)」と名づけることを提案し、9月13日に国際天文学連合により正式にこの名称が承認されることになった。名称が正式に承認される5日前の9月8日には、小惑星センターにより小惑星番号136199番が与えられた。ブラウンは、惑星と見なされていた時もあったことから、古代ギリシアおよびローマの文化に関する名称に由来しているものが大部分を占めていた小惑星とは異なり、他の惑星と同様にギリシア神話またはローマ神話に登場する神の名前に因んで命名するに値すると判断した。ブラウンは2006年に「エリスは人々の間で口論を引き起こすことによって争いと不和を引き起こした」と述べ、神話上でエリスが引き起こした争いを、エリスが天文学にもたらした惑星の定義をめぐる論争に喩えている。

### 記号
占星術において使用されているエリスの記号は、ディスコルディア崇拝のシンボルに使われる (U+2BF0) と⯱ (U+2BF1) の2つがある。後者は火星の惑星記号に似ているが、矢印は下を向いている。前者の記号はNASAの公式サイトでも使用されている。ポーランドの一部の占星術師の間では、冥王星の更に外側にあるとされる架空の惑星プロセルピナ（ペルセポネー）をエリスと同一視しており、宝珠に似たプロセルピナの記号♁ (U+2641) をエリスに対して用いている。

## 分類

軌道の軌道傾斜角（縦）と軌道長半径（横軸）で比較した太陽系外縁天体の分布

エリスは準惑星（冥王星型天体）に分類される太陽系外縁天体である。また、軌道の特性から散乱円盤天体 (SDO) と呼ばれる分類にも属する。これは太陽系外縁天体のうち、太陽系形成時に海王星との重力相互作用によってエッジワース・カイパーベルトよりもさらに遠くで異常な軌道を描くように「散乱」されてしまったものが属する分類である。エリスは既知の散乱円盤天体の中でも特に大きい軌道傾斜角を持つ珍しい天体だが、理論モデルからは元々エッジワース・カイパーベルトの内縁付近にあった天体は外縁にあった天体よりも大きい軌道傾斜角を持った軌道に散乱されることが示されている。
当初、エリスは冥王星より大きいと考えられていたため、アメリカ航空宇宙局 (NASA) や発見を報道したメディアでは「第10惑星」と表現されていた。このようなエリスの立ち位置に関する不確実性と当時は第9惑星とされていた冥王星をそのまま惑星と分類すべきかどうかについての継続的な議論が行われていたことに応えて、国際天文学連合 (IAU) はこの問題を決定するために「惑星」という用語の十分に正確な定義を確立するように天文学者らのグループに委任した。そして、2006年8月24日に行われた国際天文学連合総会で惑星という言葉の定義が正式に採択された。これにより、エリスは冥王星などとともに、惑星とは異なる新たな分類「dwarf planet（準惑星）」に分類されることになった。発見者の一人であるブラウンもこの分類を認めることを表明している。
2008年6月11日には、ノルウェーのオスロで開かれた国際天文学連合の執行委員会で海王星の外側にある準惑星を「冥王星型天体（プルートイド）」(plutoid) とすると決定したとの発表があった。現在、冥王星型天体に分類されるのは冥王星とエリス、それに後に追加されたマケマケ、ハウメアの4つである。

## 軌道
エリスの公転周期は約560年で、最も太陽に近づく近日点では約38.5 au（約57.6億 km）まで近づき、遠日点では約97.5 au（約145.8億 km）まで離れる。近日点通過日時は、摂動されていない二体解（Two-body solution）を使用して選択された元期に基づいて定義されるため、元期が近日点通過時日時から長く経過しているほど結果の精度は低くなる。近日点を通過する日時を正確に予測するには数値積分での計算が必要となる。JPL Horizons On-Line Ephemeris System による数値積分の計算では、エリスは前回は1699年頃に近日点を通過、1977年頃に遠日点を通過したとされ、次に近日点を通過するのは2257年12月ごろになると予測されている。一方で、JPL Small-Body Databse では次回のエリスの近日点通過は2260年1月頃としている。軌道がほぼ同一平面上に揃っている8個の惑星とは違い、エリスは黄道面に対して非常に傾いた軌道を描いており、その軌道傾斜角は約44度に達している。発見された当初、エリスは太陽から約97 au離れており、長周期彗星と宇宙探査機を除いて最も遠い距離にある太陽系内の既知の天体であった。2018年にさらに遠い距離にある2018 VG18が発見されるまでの間、この最遠記録は維持されることになった。
2008年時点で知られていた約40個の太陽系外縁天体のうち、(308933) 2006 SQ372、(87269) 2000 OO67およびセドナはエリス（約97.8 au）よりも遠い軌道長半径を持つが、いずれも現在はエリスよりも太陽の近くに位置している。

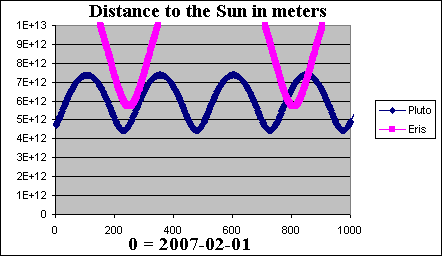
今後1,000年間における冥王星とエリスの太陽からの距離の推移

エリスは軌道離心率が大きい非常に歪んだ楕円軌道を公転しており、典型的な散乱円盤天体と同様に太陽から40 au以内の距離まで接近する。これは冥王星軌道（軌道長半径は約39.5 au）よりも内側にあたる距離だが、海王星からの相互作用を受けることはない。それに対して冥王星は他の冥王星族の天体と同様に、軌道傾斜角と軌道離心率が小さく、海王星と軌道共鳴の状態にあることで軌道が海王星軌道を横断することができる。現在から約800年後には、エリスはしばらくの間、冥王星よりも太陽に近い距離まで近づくとされている。
現在のエリスの地球から見た見かけの明るさは18等級で、一部のアマチュア望遠鏡でも観測できる明るさになっている。好ましい条件下であればCCDを搭載した口径200 mmの望遠鏡でもエリスを観測することができる。にもかかわらず、21世紀に入るまでエリスが発見されなかったのはエリスの軌道傾斜角が大きいことに起因している。大型の太陽系外縁天体の探索は、ほとんどの天体が存在している黄道面付近で集中的に行われる傾向がある。
軌道傾斜角が大きいため、エリスは地球から見ると黄道帯にある星座のうち一部のみを通過する。現在はくじら座に位置しており、1840年から1875年まではほうおう座、1876年から1929年まではちょうこくしつ座の方向に見え、2036年からはうお座、2065年からはおひつじ座の方向へ移動する。その後は天の北極方向へ移動し、2128年からはペルセウス座、2173年からはきりん座（ここで地球から見た時の最も赤緯の高い地点に達する）の方向に見えるようになる。

## 物理的特徴
| 発表年 | 半径     | 観測手段               |
| ------ | -------- | ---------------------- |
| 2005   | 1,199 km | ハッブル宇宙望遠鏡     |
| 2007   | 1,300 km | スピッツァー宇宙望遠鏡 |
| 2011   | 1,163 km | 掩蔽観測               |

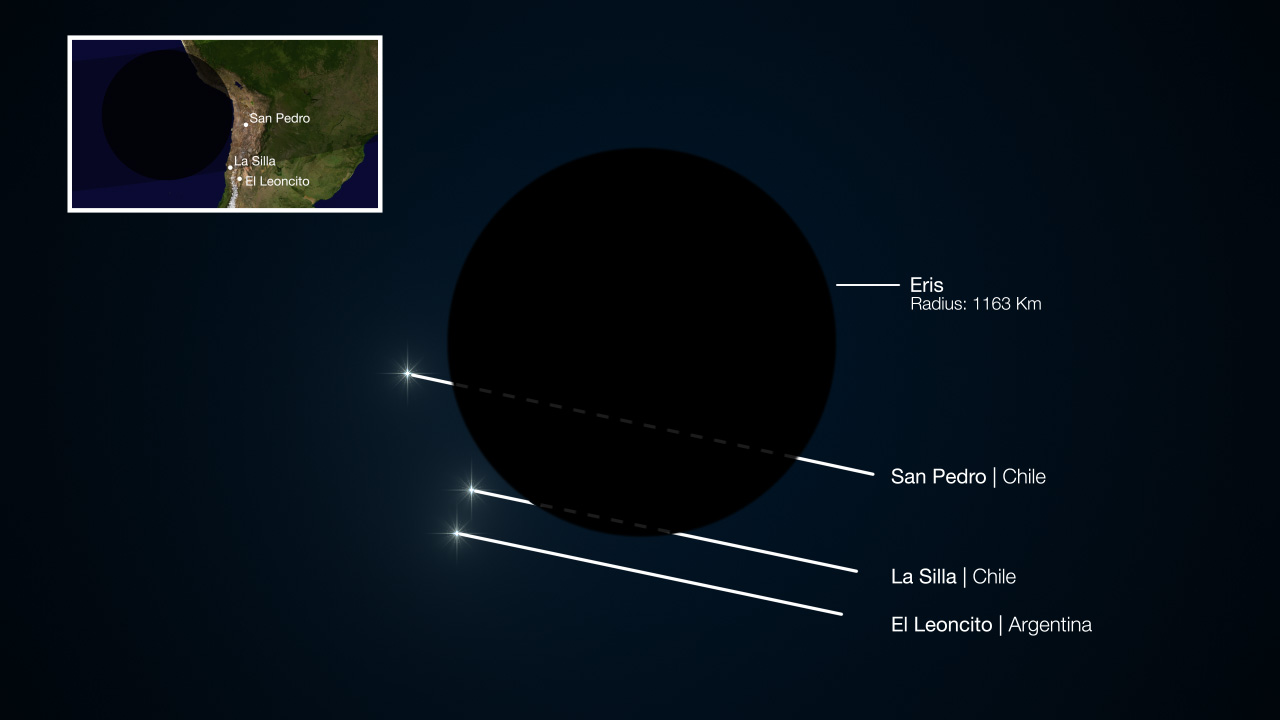
2010年11月に発生したエリスによる恒星の掩蔽について示した図。異なる場所で行った掩蔽観測から得られるエリスの弦は、エリスの円形のシルエットを投影しており、その直径は2,326 kmであると求められた。

発見当初、スピッツァー宇宙望遠鏡による赤外線での観測でエリスを検出することができなかったため、天体の直径は最大で 3,200 km と考えられていた。しかし、この観測では望遠鏡が天体とは別の方向を向いていたことが指摘されており、この上限の値は否定されている。その後2005年8月23日および25日に改めてスピッツァー宇宙望遠鏡により観測が行われ、冥王星より20%ほど大きい 2,700 km という結果が出た。2006年2月2日には、ドイツのボン大学などによるIRAM30m望遠鏡を用いた波長1.2 mmの電波観測によりエリスからの熱放射を捉えることに成功し、エリスの直径が約 3,000 km（誤差は 400 km以下）であることが確認できた旨の論文がネイチャーに掲載された。だが、4月11日にアメリカ航空宇宙局 (NASA) は、ハッブル宇宙望遠鏡の観測結果として直径約 2,400 kmで冥王星よりもやや大きい程度であるとの見解を発表した。
2010年11月、エリスによる恒星の掩蔽が76秒間に渡って観測され、エリスは恒星への掩蔽が観測された地球から最も遠い天体となった。この観測の予備データは、以前に考えられていたエリスの大きさの見積もりに疑問を投げかけることになり、翌年10月に観測チームは掩蔽観測から得られた最終結果としてエリスの推定直径を冥王星とほぼ同じ 2,326 ± 12 km と発表した。
この推定により、エリスの直径と表面積は直径 2,372 ± 4 km の冥王星よりもわずかに小さくなる。一方で、質量ははるかに高い精度で計算することができる。2021年に発表された衛星ディスノミアの公転周期15.786日に基づくと、エリスの質量は冥王星よりも約26%程度大きくなる。エリスの密度は 2.43 ± 0.05 g/cm3 と冥王星よりもかなり大きくなっているため、エリスは主に岩石で構成されているとみられる。また、そのアルベド（反射率）は0.96に達しており、土星の衛星であるエンケラドゥスに次いでアルベドが高い太陽系内の天体となっている。この高いアルベドは、離心率が大きい軌道である故に太陽に近づいたり遠ざかったりするので、それによる表面の温度変化で表面の氷が補充されているためであると推測されている。また、この太陽からの距離の変動により表面温度は30 ～ 56 K（-243.2 ～ -217.2 ℃）の間で変動すると推定されている。
放射性崩壊による内部加熱モデルから、エリスがマントルと核の境界に液体の水で出来た内部海を持っている可能性が示唆されている。
2015年7月14日に、NASAは史上初めて冥王星への接近観測を行った探査機ニューホライズンズによる観測結果から、冥王星の直径がエリスよりもわずかに大きい 2,370 kmであると発表し、以前から考えられていたエリスは冥王星よりわずかに大きいという推測を覆すことになった。これらの観測結果からNASAは、「冥王星は太陽系外縁天体の天体で最大」、即ちエリスは冥王星よりも小さいとしている。これによりエリスは、太陽を公転していることが知られている10番目に大きな既知の天体となった。

## 表面と大気

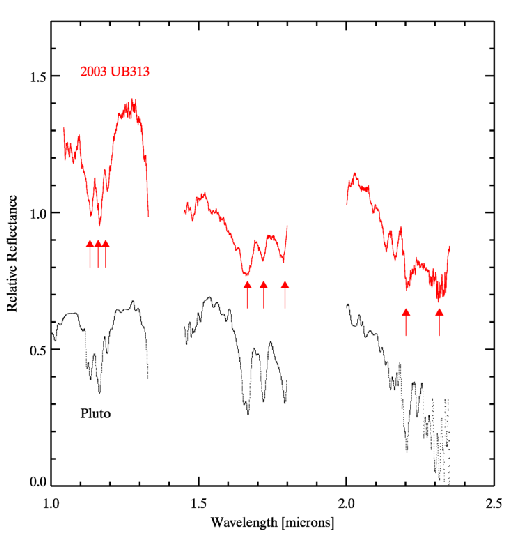
エリスの赤外線スペクトル（赤線）と冥王星（灰色）の赤外線スペクトルを比較した画像。両者の間には非常に顕著な類似性がみられる。矢印はメタンの吸収線になっているところを指す。

エリスを発見した観測チームは、2005年1月25日にマウナケア天文台群のジェミニ北望遠鏡を用いてエリスの分光観測を行った。エリスから放射された赤外線による観測では、表面にメタンの氷が存在することが明らかになり、その表面は太陽系外縁天体の中で当時唯一メタンの存在が知られていた冥王星と海王星の衛星であるトリトンに類似していることが示されている。
やや赤みがかった色合いをしている冥王星やトリトンとは異なり、エリスの表面はほとんど白色に見える。冥王星の赤みがかった色はその表面にソリンが堆積しているためと考えられており、これらの堆積物が表面を暗くするとアルベドが低くなることで表面温度が高くなり、メタンの堆積物が蒸発するようになる。それと対照的に、エリスは太陽から十分に離れているため、アルベドが低い場所でもメタンが表面に凝縮する可能性がある。メタンが表面全体で均一に凝縮すると、アルベドの差異が低下し、赤みがかったソリンの堆積物が覆い隠されるようになる。 
エリスは冥王星よりも最大で太陽から3倍離れる可能性があるが、表面温度が表面の氷の一部を昇華させるのに十分なほど高くなるまで太陽に近づくこともある。メタンは揮発性が高いため、エリスはこれまでずっと太陽から遠方に存在していたことでメタンの氷が表面に残り続けるのに十分な低温になっているか、大気から離散していくガスを補充しているメタンの内部供給源が存在することが示している。この特性は、エリスと同時期に発見された、メタンではなく水の氷が存在していることが知られているハウメアとは対照的である。

## 衛星

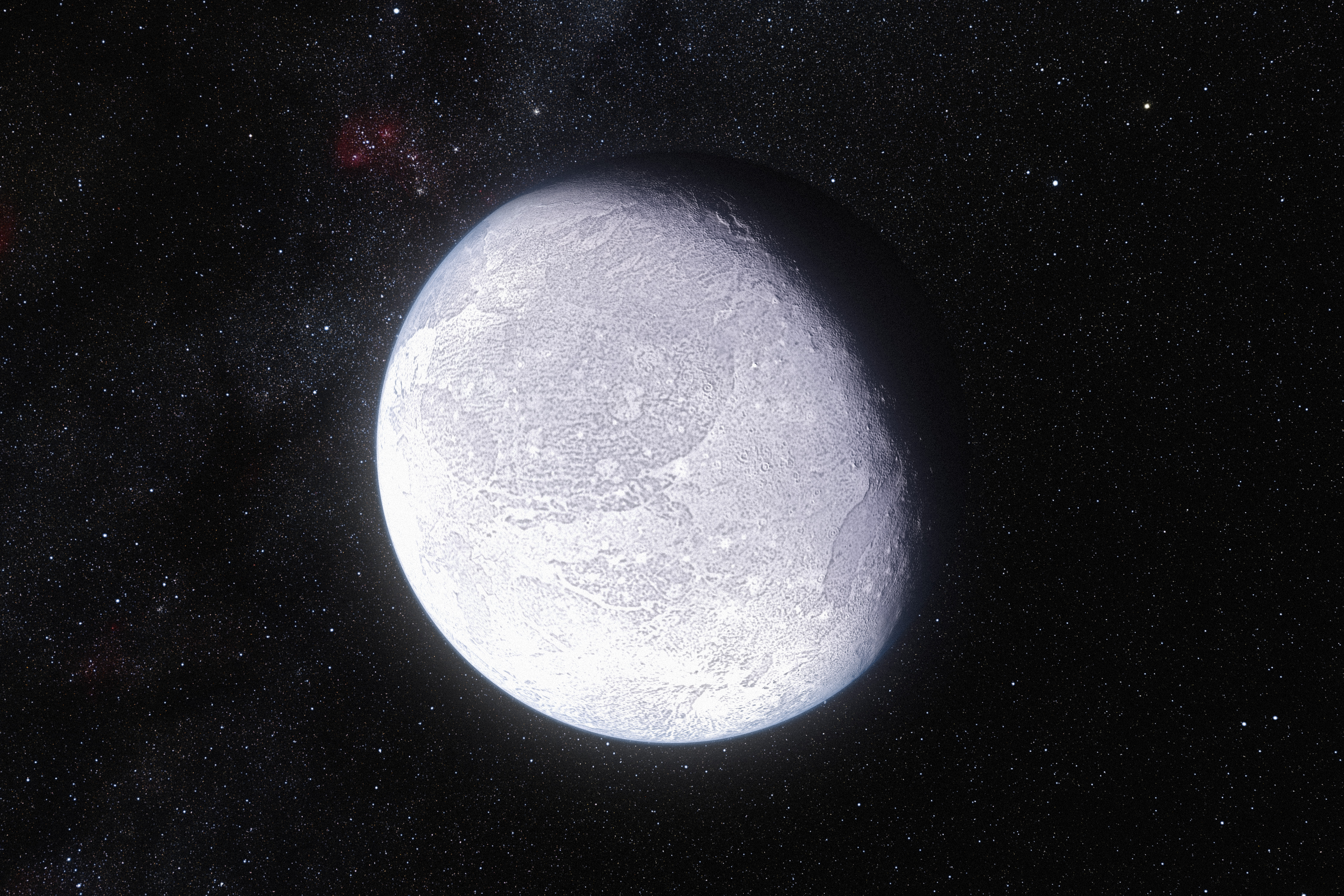
エリスと衛星ディスノミアの想像図。この想像図はヨーロッパ南天天文台 (ESO) のラ・シヤ天文台で行われた観測に基づいて描かれている。

2005年、マウナケア天文台群のケックII望遠鏡で補償光学観測を行うチームが、新たに委託されたレーザーガイド星補償光学システムエリスを用いて冥王星型天体に分類されている4つの太陽系外縁天体の観測を実施した。その中で同年9月10日に撮影された画像から、エリスの周回軌道上に衛星が存在していることが判明した。ブラウンらの観測チームは、当時使用されていたエリスの愛称 Xena に合わせて、この衛星にテレビドラマ内の主人公 Xena の相棒の名に因んで Gabrielle（ガブリエル）というニックネームを付けた。その後、ギリシア神話においてエリスの娘である不法の女神のデュスノミアに因んで ディスノミア（英語: Dysnomia）という名称が正式に国際天文学連合によって承認され、エリスと同時に命名された。 ブラウンは、自身の妻の名前である Diane と似ていたことからこの名称を選んだと述べている。
| 名称         | 直径 （km） | 軌道長半径 （km） | 質量 （×1022 kg） | 発見日         |
| ------------ | ----------- | ----------------- | ----------------- | -------------- |
| エリス       | 2,326       |                   | 1.6466            | 2003年10月21日 |
| ディスノミア | 700 ± 115   | 37,273 ± 64       | 不明              | 2005年9月10日  |

## 探査
探査機ニュー・ホライズンズによる冥王星への接近探査の成功に続いて、2010年代は太陽系外縁天体の探査を行う後続ミッションに関する複数の研究が発表され、その中でエリスが探査候補として評価された。2032年4月3日または2044年4月7日に探査機を打ち上げて木星へのスイングバイを行うとすると、24.66年かけてエリスに到達できると計算されている。この日に打ちあげた探査機がエリスに到達したときのエリスの太陽からの距離は、それぞれ92.03 auと90.19 auとなる。